# Kvarntjärnarna (Frostvikens socken, Jämtland, 720484-144186)
Kvarntjärnarna är en sjö i Strömsunds kommun i Jämtland och ingår i Ångermanälvens huvudavrinningsområde.